# Macrocleptes
Macrocleptes – rodzaj chrząszczy z rodziny kózkowatych i podrodziny zgrzypikowych.

## Zasięg występowania
Przedstawiciele tego rodzaju występują na Nowej Kaledonii.

## Systematyka
Do Macrocleptes należą 2 gatunki:
- Macrocleptes caledonicus
- Macrocleptes tuberculipennis